# Toccoa (Georgia)
Toccoa település az Amerikai Egyesült Államok Georgia államában, Stephens megyében, melynek megyeszékhelye is. Lakosainak száma 9133 fő (2020. április 1.).

## Népesség
A település népességének változása:

| 2010 | 8 491 |
| 2020 | 9 133 |